# Knee Deep in the Hoopla
Knee Deep in the Hoopla ist das erste Studioalbum von Starship, vormals Jefferson Starship, aus dem Jahr 1985. Es erschien am 10. September 1985 bei Grunt Records / RCA Records.

## Produktion
Das Album wurde von 1984 bis 1985 in den Studios Record Plant, Sausalito und Music Grinder, Los Angeles, aufgenommen. Produzenten waren Peter Wolf, Jeremy Smith und Dennis Lambert als Executive Producer. AllMusic beschrieb Knee Deep in the Hoopla rückblickend als das kommerziellste Album bis dahin aus dem Umfeld Jefferson Airplane/Jefferson Starship/Starship.

## Titelliste
| Nr. | Titel                           | Autor(en)                                              | Länge |
| --- | ------------------------------- | ------------------------------------------------------ | ----- |
| 1.  | We Built This City              | Bernie Taupin, Martin Page, Dennis Lambert, Peter Wolf | 4:53  |
| 2.  | Sara                            | Ina Wolf, P. Wolf                                      | 4:52  |
| 3.  | Tomorrow Doesn’t Matter Tonight | Steven Cristol, Robin Randall                          | 3:41  |
| 4.  | Rock Myself to Sleep            | Kimberley Rew, Vince De la Cruz                        | 3:24  |
| 5.  | Desperate Heart                 | Randy Goodrum, Michael Bolton                          | 4:04  |

| Nr. | Titel                                 | Autor(en)                            | Länge |
| --- | ------------------------------------- | ------------------------------------ | ----- |
| 6.  | Private Room                          | Craig Chaquico, Mickey Thomas        | 4:51  |
| 7.  | Before I Go                           | David Roberts                        | 5:30  |
| 8.  | Hearts of the World (Will Understand) | Stephen Broughton Lunt, Arthur Stead | 4:21  |
| 9.  | Love Rusts                            | Taupin, Page                         | 4:57  |

| Nr. | Titel    | Autor(en)             | Länge |
| --- | -------- | --------------------- | ----- |
| 10. | Casualty | P. Wolf, Jeremy Smith | 4:34  |

## Rezeption

### Rezensionen
Joseph McCombs schrieb bei AllMusic: „The album is hardly a great artistic achievement, but it's better than the Starship records that followed, and it fit perfectly with 1985's zeitgeist of '60s relics cleaning up and making MOR comebacks.“

### Chartplatzierungen
| ChartsChartplatzierungen       | Höchstplatzierung | Wochen |
| ------------------------------ | ----------------- | ------ |
| Deutschland (GfK)              | 45 (14 Wo.)       | 14     |
| Schweiz (IFPI)                 | 29 (2 Wo.)        | 2      |
| Vereinigte Staaten (Billboard) | 7 (50 Wo.)        | 50     |

| ChartsJahrescharts (1986)      | Platzierung |
| ------------------------------ | ----------- |
| Vereinigte Staaten (Billboard) | 13          |

### Auszeichnungen für Musikverkäufe
| Land/Region               | Auszeichnungen für Musikverkäufe (Land/Region, Auszeichnung, Verkäufe) | Verkäufe  |
| ------------------------- | ---------------------------------------------------------------------- | --------- |
| Kanada (MC)               | Platin                                                                 | 100.000   |
| Vereinigte Staaten (RIAA) | Platin                                                                 | 1.000.000 |
| Insgesamt                 | 2× Platin ·                                                            | 1.100.000 |